# Mandy Sonnemann
Mandy Sonnemann ist eine ehemalige deutsche Ju Jutsu-Sportlerin.

## Beruflicher Werdegang
Von 2008 bis 2016 gehörte sie dem Bundeskader im Ju Jutsu an. Außerdem war sie Mitglied der Sportfördergruppe der Polizei Niedersachsen. So konnte sie auch während ihrer Ausbildung zur Polizistin, an der Polizei-Akademie in Nienburg, Leistungssport betreiben.

## Auszeichnungen
Mandy Sonnemann gewann einmal die World Games, wurde dreimal Weltmeisterin und einmal Europameisterin in der Klasse bis 55 kg. Als Newcomerin errang sie im Jahre 2010 erstmals die Goldmedaille bei den Weltmeisterschaften in St. Petersburg und verlor anschließend keinen Kampf mehr bis zu ihrem Gewichtsklassenwechsel 2014. 2011 und 2012 verteidigte sie demnach erfolgreich ihren WM-Titel in der Klasse -55 kg.
Im Jahre 2013 wurde sie zunächst Europameisterin im Ju Jutsu in der Klasse bis 55 kg und gewann im Juli die World Games 2013, das wichtigste Turnier für nichtolympische Sportarten. Für diese Leistung verlieh ihr Bundespräsident Joachim Gauck am 23. Oktober 2013 das Silberne Lorbeerblatt. Außerdem wurde sie 2012 und 2013 niedersächsische Sportlerin des Jahres.
Nach einer längeren Pause wechselte sie 2014 in die Gewichtsklasse bis 62 kg. Hier nahm sie in Bukarest am Europa-Cup teil und zog direkt ins Finale ein. Ein Armbruch verhinderte ihren Sieg, sie errang die Silbermedaille.
Nach langer Verletzungspause gewann sie bei der WM 2015 noch einmal die Bronzemedaille. Anschließend beendete sie Anfang 2016 ihre aktive Karriere.